# Garcinia amabilis
Garcinia amabilis är en tvåhjärtbladig växtart som beskrevs av Kanehira och Hatusima. Garcinia amabilis ingår i släktet Garcinia och familjen Clusiaceae. Inga underarter finns listade i Catalogue of Life.